# Spondylit
Med spondylit avses en inflammation i en eller flera ryggkotor och eventuellt även i mellanliggande diskar (diskit), vanligen orsakad av bakterier (främst Staphylococcus aureus). Ofta har bakterierna nått kotpelaren via blodet. Med ankyloserande spondylit avses reumatologisk sjukdom som också angriper kotorna. Ett samlingsnamn för sjukdomar som drabbar framförallt rygg och/eller enstaka större leder är spondylartriter.
Värk och smärta är de vanligaste och ofta de första symptomen. Debuten kan vara akut eller ha ett utdraget, smygande förlopp. Feber och allmän sjukdomskänsla kan förekomma. I vissa fall, om infektionen kompliceras med abscessbildning eller kotkompression, kan också neurologiska bortfallssymptom uppträda, till exempel känsel- och kraftnedsättning i bäcken och ben.
Diagnosen bygger på diverse röntgenologiska undersökningar och MR (magnetresonans) samt på blododling (bakterieodling) och eventuellt punktion av kotan för odling och annan provtagning. 
Behandlingen utgörs av långvarig intravenös antibiotikaterapi och avlastande sängläge. Vid neurologiska bortfall kan kirurgi behöva tillgripas.